# (5891) Gehrig
(5891) Gehrig (1981 SM) – planetoida z pasa głównego asteroid okrążająca Słońce w ciągu 3,8 lat w średniej odległości 2,44 j.a. Została odkryta 22 września 1981 roku przez Antonína Mrkosa.